# Hôtel de Cluny
El hôtel de Cluny es un hôtel particulier situado en el corazón del Barrio Latino, en el distrito 5 de París, Francia.
Esta mansión privada entre patio y jardín toma su nombre de los abades de la orden de Cluny que, enseñando en el Colegio de Cluny, la hicieron a partir del siglo XIII su lugar de residencia, única desde el siglo XVII, y hasta la Revolución Francesa, que albergó tanto a nuncios apostólicos como a particulares.
Reconstruido entre 1485 y 1510, utilizando ciertos elementos del estilo Luis XII contemporáneo, este edificio muestra hasta qué punto la arquitectura parisina se resiste a los nuevos desarrollos traídos de Italia y permanece, como la torre de Saint Jacques, esencialmente fiel al estilo gótico flamígero del siglo XV.
En 1843, el Estado lo convirtió en un museo que ahora se ha convertido en el Museo Nacional de la Edad Media, o el Museo de Cluny.

## Historia

### Hôtel de los Abades de Cluny

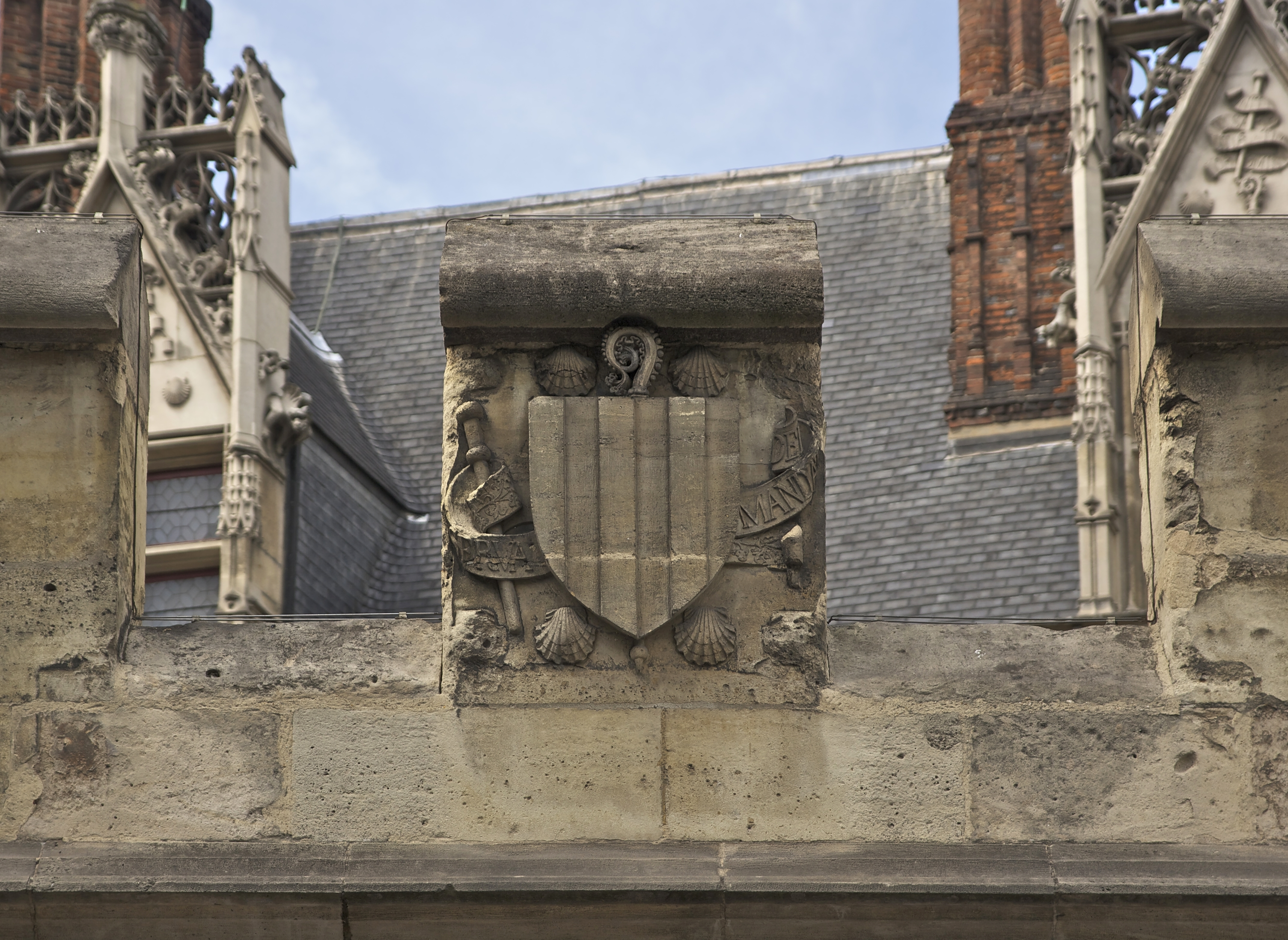
Escudo de armas de Jacques d'Amboise en una almena del Hôtel de Cluny, en París, que había ampliado.

Los edificios albergaron a los abades de la Orden de Cluny en Borgoña desde el siglo XIII. A finales del siglo XV el edificio fue reformado por Jean III de Borbón y ampliado por Jacques d'Amboise, abad de Cluny entre 1485 y 1510. Las armas de Amboise, " Or pálido y Gules, de seis piezas", adornan los tragaluces ornamentados de la fachada, así como los hastiales de las ventanas altas.
Recibía regularmente a los abades de Cluny y algunos importantes dignatarios.
La joven María Tudor fue encarcelada aquí durante 40 días en enero de 1515 para asegurarse de que no diera a luz un heredero a la muerte de su marido, el rey Luis XII de Francia, por lo que la corona pasó a su primo, el futuro rey Francisco I el 3 de marzo de 1515, María se casó allí en secreto y sin el consentimiento de su hermano, el rey Enrique VIII, su favorito, Charles Brandon, duque de Suffolk.

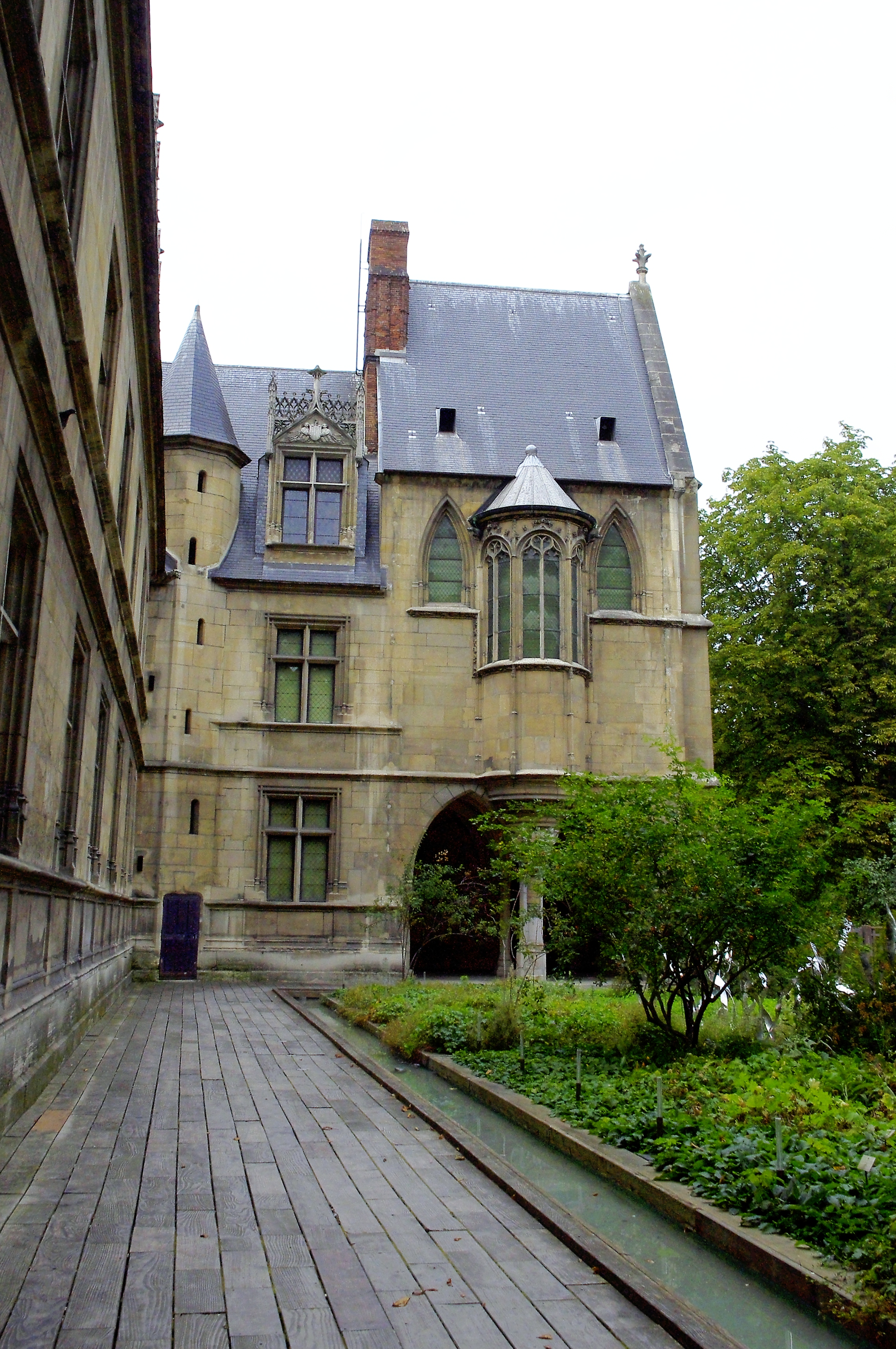
En la parte trasera del hôtel, un ala perpendicular consiste en una capilla. Su ábside está marcado por un torreón en ménsula sobre un pilar encajado en cuya base se encuentra un escudo, restaurado tras ser derribado durante la Revolución..

Jacques V también es recibido en el Hôtel de Cluny por el rey Francisco I, el 3 de diciembre de 1536 un día antes de su matrimonio con su hija Magdalena de Valois. El rey de Escocia se alojó así mismo en el hôtel durante las grandes celebraciones y justas dispuestas para la ocasión.

#### La Nunciatura Apostólica de París
Desde el siglo XVII, sirvió como la nunciatura de los legados papales. Allí residía entonces el nuncio con su casa, que se componía de una veintena de personas, entre ellas dos secretarios. Entre 1634 y 1636, estuvo habitado por el cardenal Mazarino, entonces nuncio extraordinario.

#### Imprenta-librería Moutard
En el siglo XVIII, Nicolas-Léger Moutard, impresor y librero de la Reina de 1774 a 1792, instaló sus imprentas en la capilla, y su dirección era rue des Mathurins, Hôtel de Cluni Durante la revolución, fue vendido como propiedad nacional y sufrió transformaciones y ataques hasta su adquisición por el Estado en 1843.

### Observatorio de Cluny
Fue compartido entre varios propietarios o inquilinos privados, en dos lotes principales, en la reserva del observatorio (conocido como " de la Armada “), instalado en la parte superior de la torre de la escalera coronada por una plataforma a la que se accede por un pequeño tornillo, la torre, de cinco lados, estaba construida con un fuerte voladizo, "hors-d'oeuvre", lleva el escudo de armas y el lema de la familia Amboise, y desde allí, los abades tenían una vista de las laderas de la montaña Sainte-Geneviève. El astrónomo Joseph-Nicolas Delisle transformó esta torre de la casa principal en una jaula, o pabellón octogonal de madera completamente vidriado con pequeños azulejos, visto en un grabado inglés de 1823. Delisle y sus alumnos Joseph Jérôme Lefrançois de Lalande y Charles Messier harán sus observaciones allí, este último en particular vivirá en el hôtel desde su matrimonio hasta su muerte, y establecerá su famoso catálogo que incluye 57 cúmulos estelares, 40 galaxias y 13 "nebulosas" gaseosas, en su mayoría estrellas al final de su vida. Siendo el primer objeto de su catálogo (M1), la Nebulosa del Cangrejo, no es una galaxia sino una supernova.

### Las colecciones de Alexandre Du Sommerard
En 1833, Alexandre Du Sommerard, consejero-maestro del Tribunal de Cuentas y aficionado apasionado por la Edad Media, se trasladó allí y alquiló unas habitaciones a un impresor para organizar su colección de objetos.

## Descripción

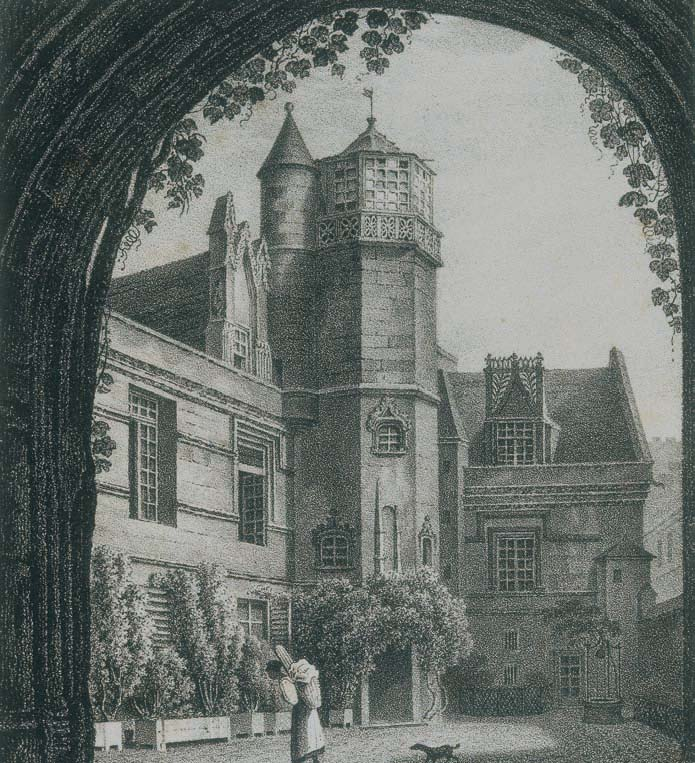
El Hôtel de Cluny con su observatorio a principios del siglo XIX
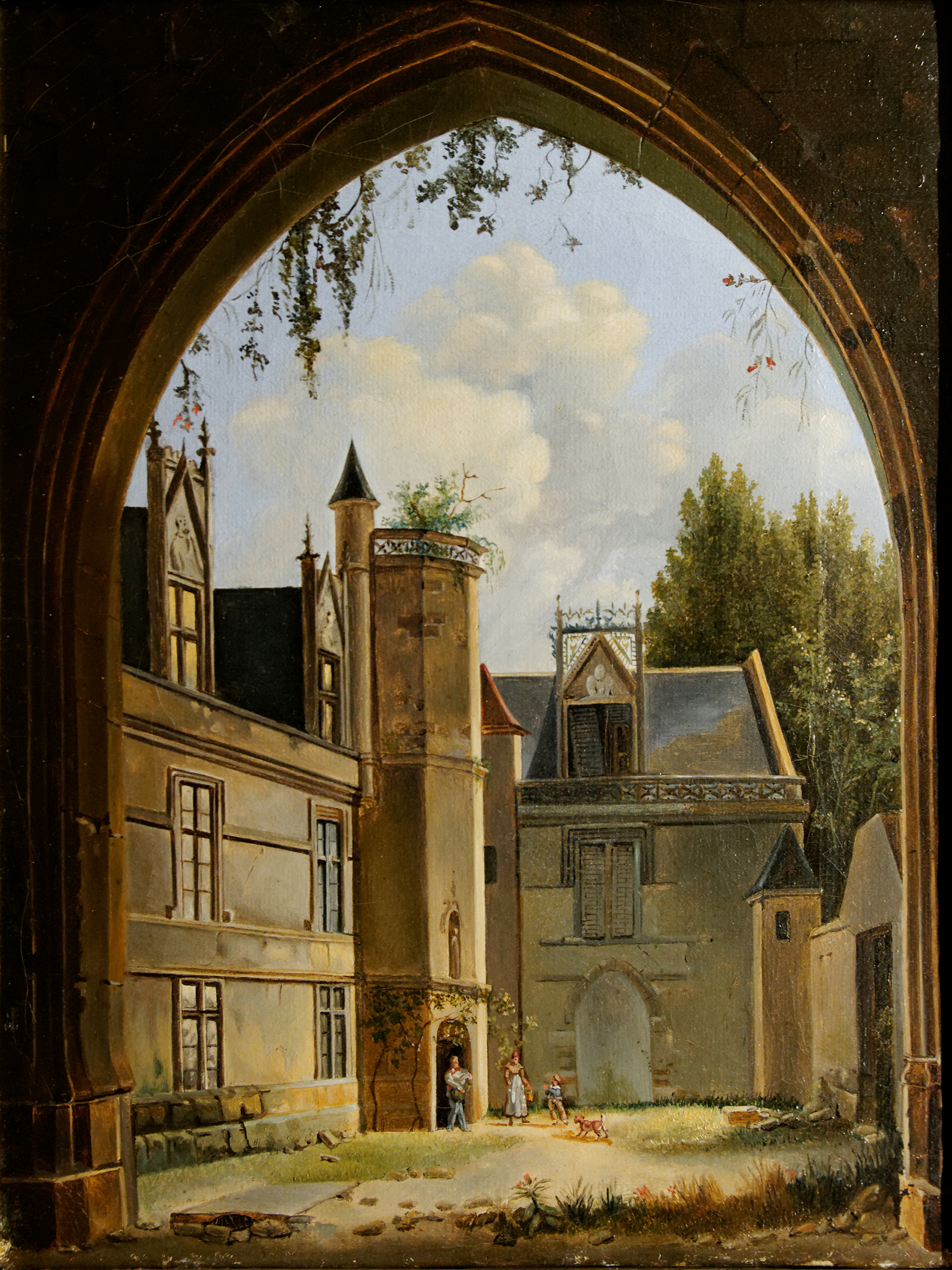
Henri Édouard Truchot, Vista del patio interior del Hôtel de Cluny, hacia 1819-1822 .
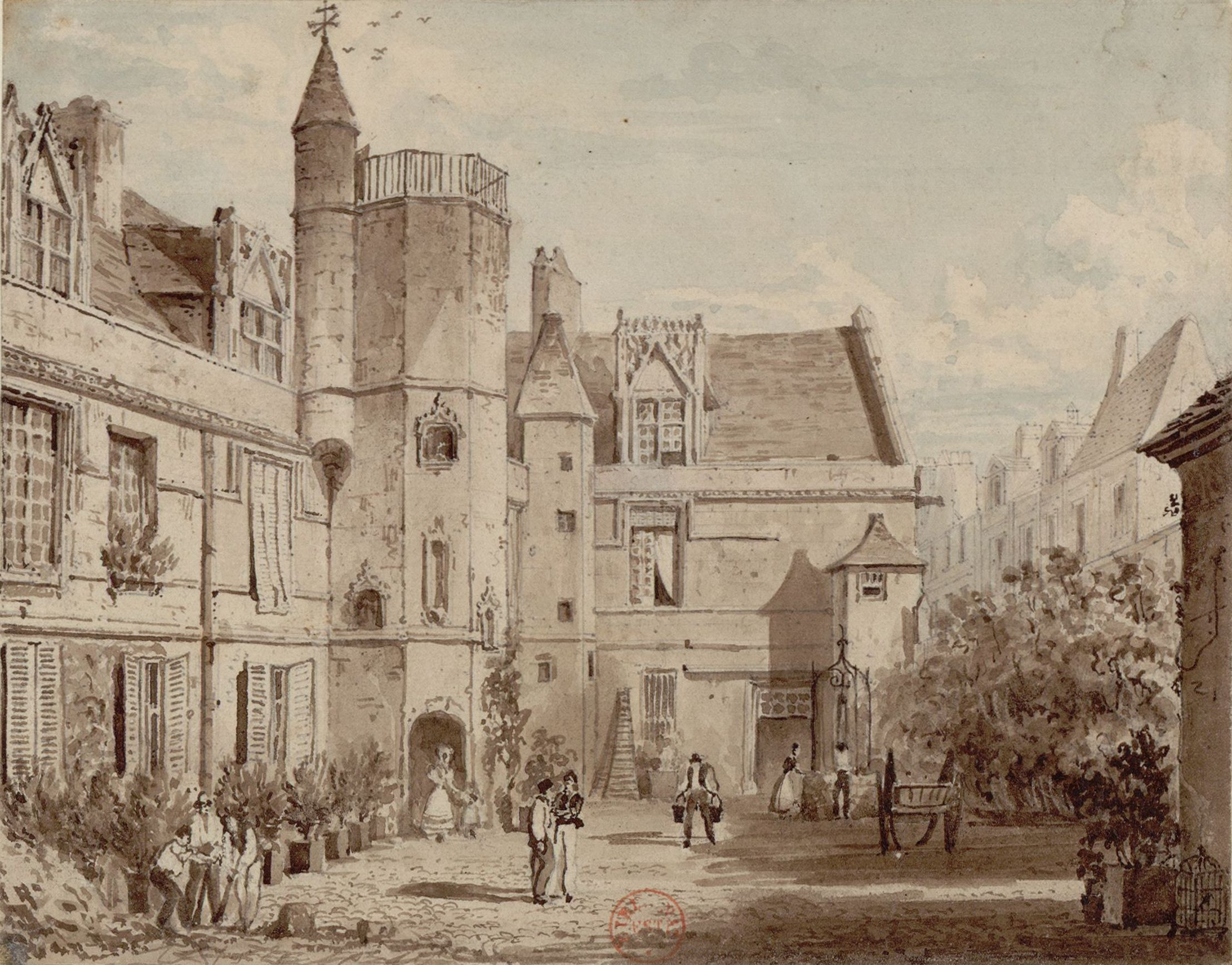
El Hôtel de Cluny en 1829.
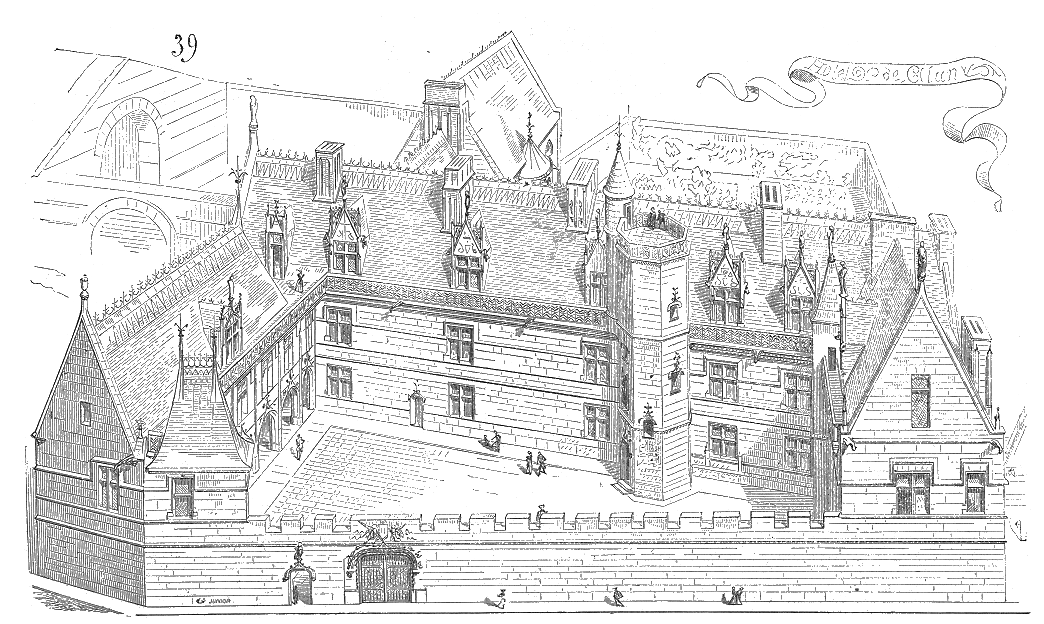
Vista del Hôtel de Cluny por Eugène Viollet le Duc hacia 1856.
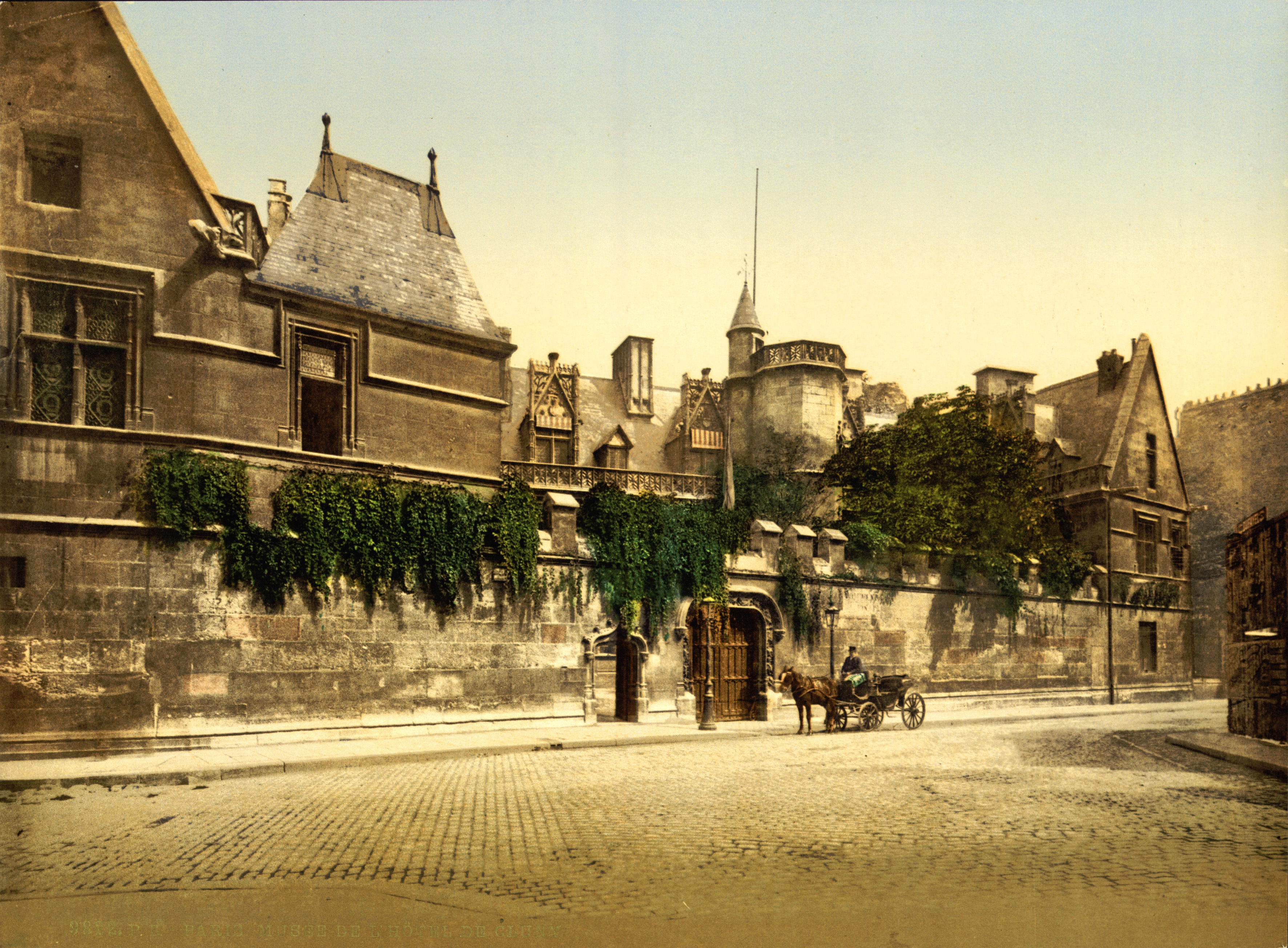
El Hôtel de Cluny en la década de 1890.

El patio de entrada esta flanqueada por altos edificios de una sola planta, los del ala occidental están perforados en la planta baja por un peristilo de cuatro arcadas ojivales, con dos relojes de sol y un pozo. Este último tiene una gárgola en forma de hombre salvaje que evoca a François Sauvage, controlador de la platería de Carlos VIII, así como una polea de hierro procedente de Alemania y probablemente fechada en el siglo XV. 

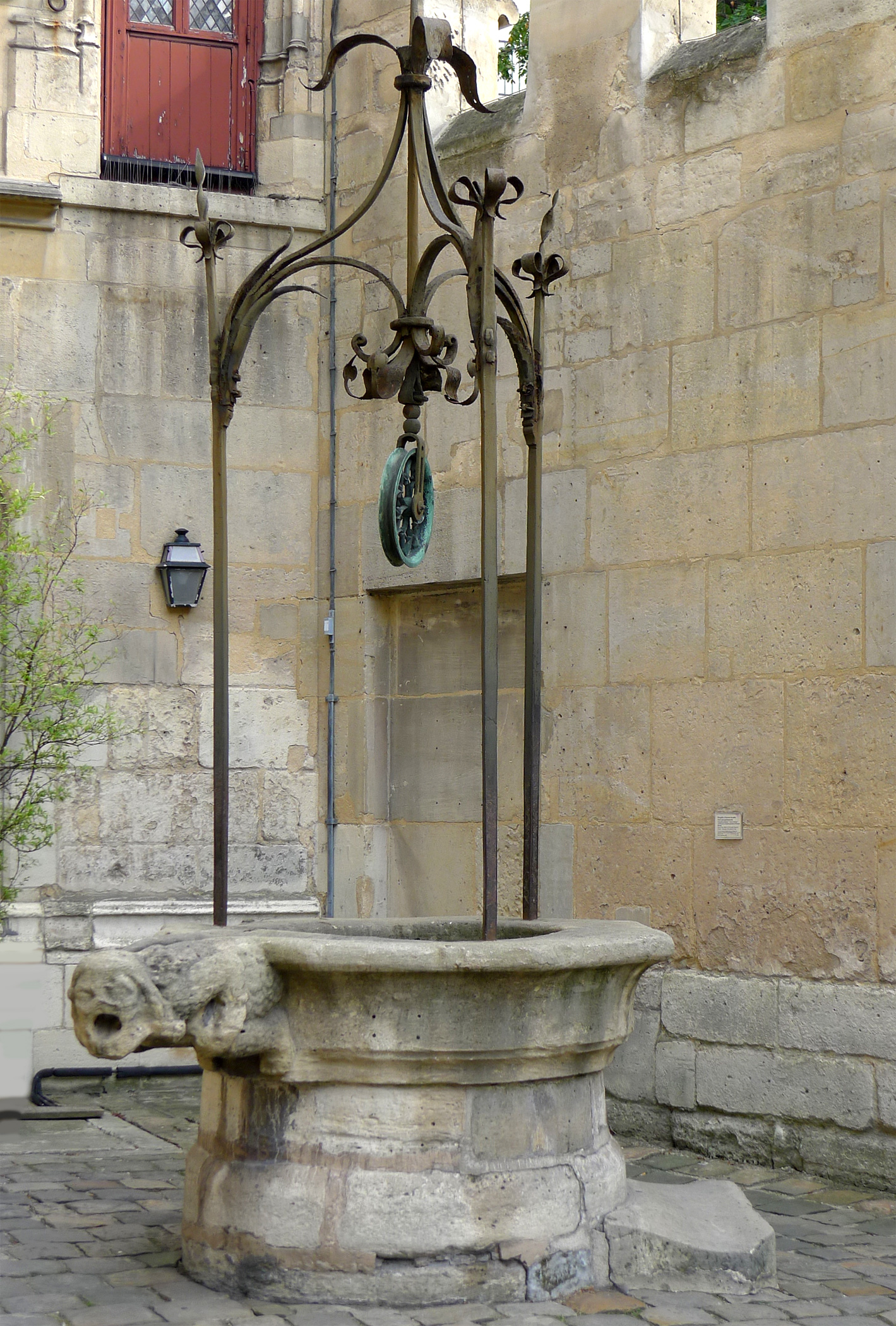
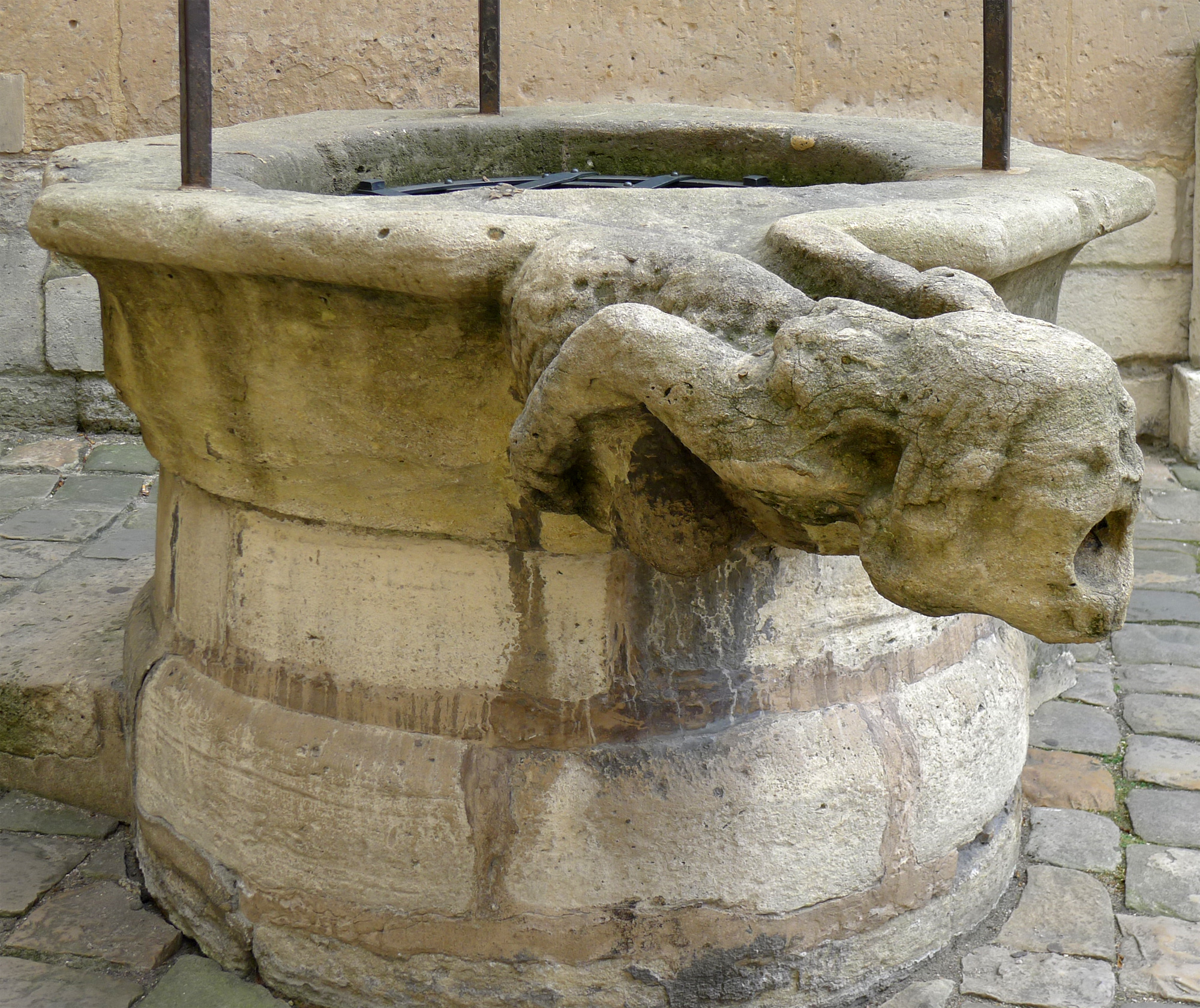
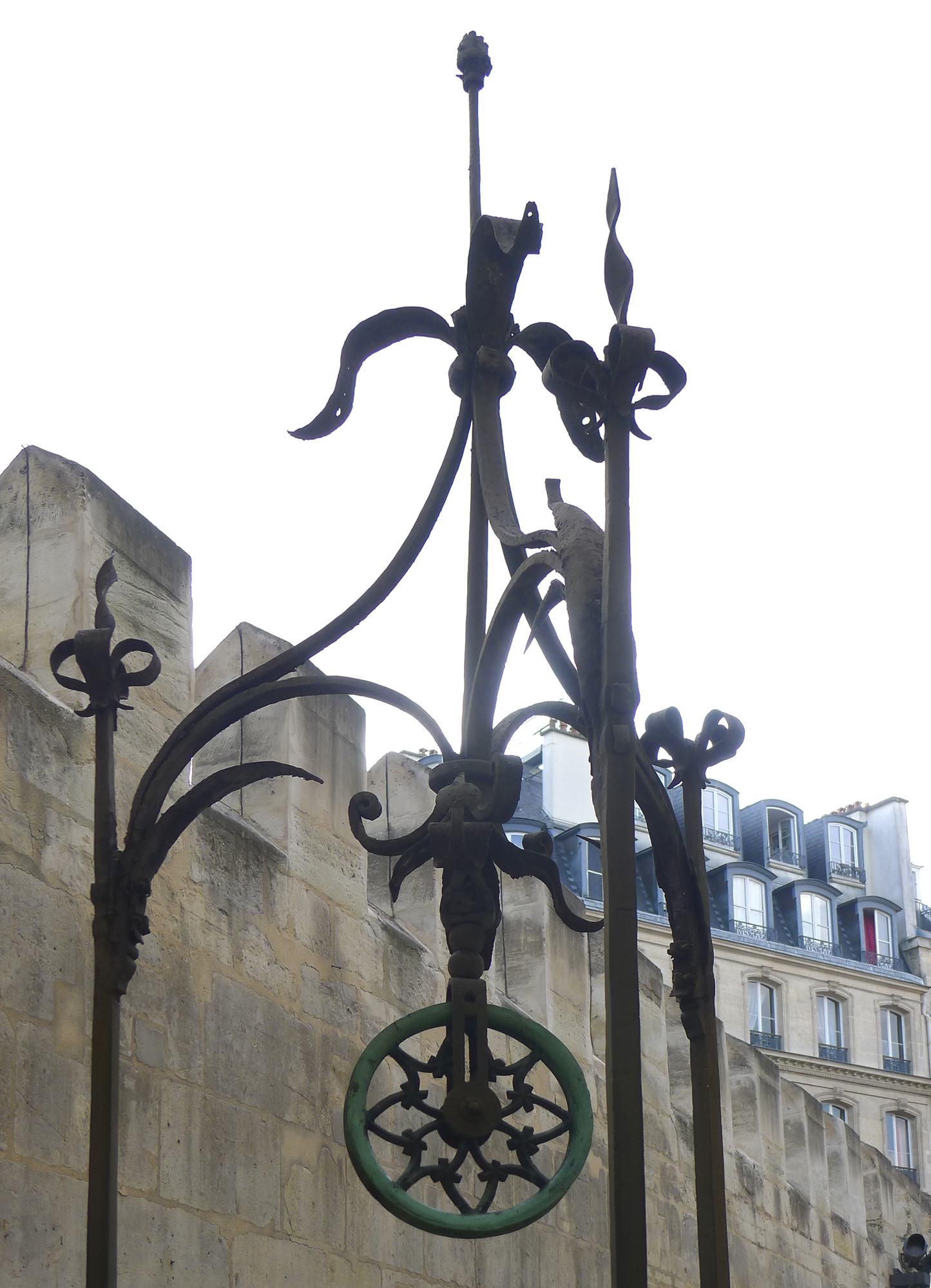

El estilo gótico flamígero es especialmente notable en el techo y las cornisas.

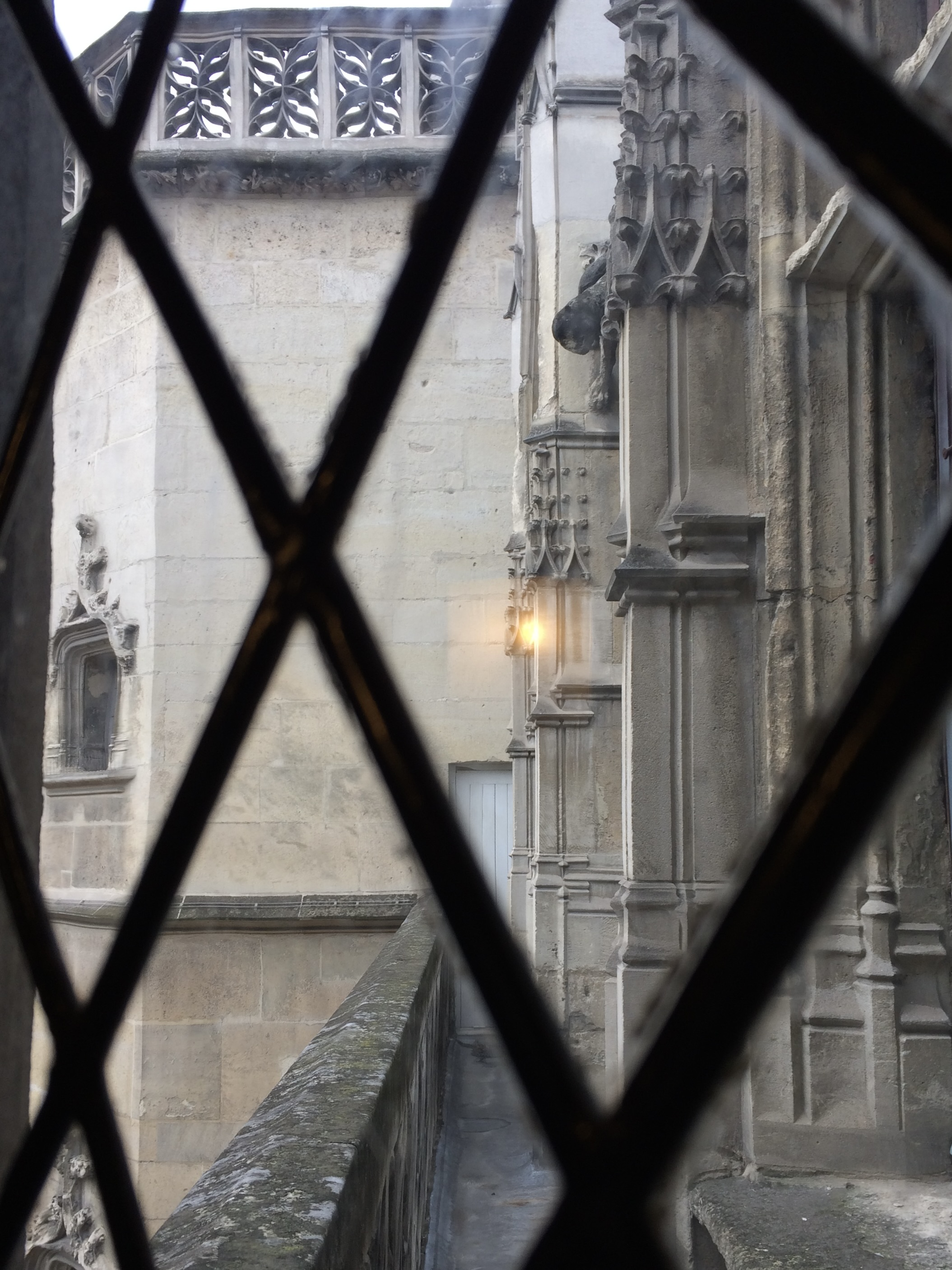
Fachada del antiguo Hôtel des Abbés de Cluny.

### Museo de Cluny
En 1843, la colección fue comprada por el Estado, que nombró al hijo de Alexandre Du Sommerard, Edmond primer director de la "Museo Thermes y Hôtel de Cluny".